# Kick Strach się bać
Kick Strach się bać (ang. Kick Buttowski: Suburban Daredevil) – amerykański serial animowany dla młodszej i starszej widowni nadawany przez telewizję Disney XD.

## Fabuła
Nastoletni kaskader imieniem Kick mieszka z rodzicami oraz dwójką rodzeństwa na przedmieściach. Rezolutny i dzielny chłopiec nie znosi nudy, lubi za to wielkie wyzwania. Marzy o tym, by zostać kaskaderem. Wraz ze swoim przyjacielem Guntherem codziennie przeżywa mnóstwo przygód. Równie często obaj kumple wpadają w tarapaty. Dzięki swojemu sprytowi i odwadze zawsze jednak znajdują wyjście z każdej, najtrudniejszej sytuacji.

## Postacie

### Główni bohaterowie
- Clarence Francis „Kick” Buttowski – utalentowany dwunastolatek i główny bohater kreskówki. Średni z rodzeństwa. Jest amatorskim kaskaderem, szukającym ekstremalnych wrażeń w każdej możliwej sytuacji. Z powodu swojego wzrostu jest obiektem drwin u ogółu ludności, a szczególnie u swojego starszego brata – Brada. Poza nim ma też siostrę Briannę. Jego najlepszym przyjacielem jest Gunther, który pomaga mu w każdym jego triku. Zawsze ubrany jest w biały kombinezon kaskaderski, żółte buty i rękawice oraz biało-czerwony kask. Jest brunetem, ale jego fryzura była widoczna jedynie w pierwszym odcinku serialu, potem jest stale zasłaniana przez kask. Jego pierwsze imię wymawia Kendall w odcinku „Golas”, a drugie imię pojawia się w odcinku „Ranking Czadowości”. Jest leworęczny.
- Gunther Magnuson – najlepszy przyjaciel Kicka, pochodzi z Norwegii. Jest otyłym jedenastolatkiem. Pomaga Kickowi w jego wyczynach. Nosi niebieską koszulę, ciemniejsze spodenki i czerwoną czapkę. W odcinku „Zakochany Gunther” był zakochany w Ice, ale nigdy potem nic już do niej nie czuje.
- Bradley „Brad” Buttowski – nieznośny piętnastoletni brat Kicka i główny antagonista kreskówki. Najstarszy z rodzeństwa. Jest egocentryczny, zarozumiały i głupi. Zawsze lubi się znęcać nad bratem. Ma uczniowskie prawo jazdy. W odcinku „Rzucić nałóg” został zabrany do szkoły wojskowej za kradzież ciężarówki żołnierskiej i oskarżenie o ten czyn Kicka. Powraca później w odcinku „Szympans wie lepiej” i od tego czasu już jest stałym bohaterem. Nie dba o higienę. Myśli, że wszyscy go lubią, ale w rzeczywistości jego jedynymi przyjaciółmi są Horacy i Pacek.

### Postacie drugoplanowe
- Brianna Buttowska – rozpieszczona ośmiolatka i młodsza siostra Kicka. Najmłodsza z rodzeństwa. Jest oczkiem w głowie rodziców, gdyż jest dobra we wszystkim, co robi. Często bierze udział w różnych konkursach piękności. Kiedy tego nie robi, lubi drażnić Kicka, ale ogólnie żyją w zgodzie. Nie cierpi zaś Brada. Mimo wieku często okazuje się najrozsądniej myślącym członkiem rodziny, ale jednocześnie ma skłonności do łatwego wpadania w szał.
- Harold „Harry” Buttowski – ojciec Kicka, Brada i Brianny oraz mąż Denise. Jego największą miłością nie jest jego żona, ale jego samochód, który nazwał „Monique”. Bardzo ostrożny i neurotyczny, a także wesoły i niefrasobliwy. Najwięcej radości mu sprawia otwieranie kopert. Kiedyś był mistrzem gry w ping-ponga.
- Hannah Danielle „Denise” Buttowska – żona Harolda oraz matka Kicka, Brada i Brianny. Jest właścicielką samochodu „Antonio”. Dawniej była kaskaderką i nosiła pseudonim „Hania Plusk”.
- Wade – znajomy Kicka. Pracuje w Smarodajni w Mellowbrook.
- Magnus Magnuson – ojciec Gunthera. Prowadzi wraz ze swoją żoną karczmę „Pod toporem”. Jego najlepszym przyjacielem jest ojciec Kicka. Jest wikingiem. Jest bardzo nerwowy i najczęściej mówi przez krzyk.
- Helga Magnuson – Matka Gunthera. Prowadzi wraz z Magnusem karczmę „Pod toporem”. Jej najlepszą przyjaciółką jest mama Kicka.
- Bjorgen – wujek Gunthera. Jeden z pomocników w karczmie „Pod toporem”.
- Kendall Perkins – koleżanka Kicka. Przewodnicząca klasy i prymuska. Nerwowa i apodyktyczna, przez co ma niewielu przyjaciół. Chodzi z Ronaldo. Mimo że deklaruje wzajemną nienawiść z Kickiem, z wielu sytuacji wynika, że tak naprawdę skrycie się w nim kocha. Ma siostrę, z którą jest w takich samych relacjach, jak Kick z Bradem, o czym informuje w odcinku „Opiekunka”.
- Ika Dzikowska – psychofanka i koleżanka z klasy Kicka. Z wyjątkiem odcinka „Zakochany Gunther”, gdzie została przekonana do chodzenia z Guntherem, każdy jej udział w serialu polega na obsesyjnym prześladowaniu Kicka i wyznawanie mu platonicznej miłości.
- Pan Vickle – sąsiad Kicka. Kawaler w średnim wieku. Zniewieściały. Jeden z nielicznych dorosłych, którym nie przeszkadzają wyczyny Kicka (z wyjątkiem odcinków „Rzucić nałóg” i „Złodziejaszek”). W przeszłości posiadał złotą rybkę o imieniu „Złotek”.
- Ronaldo – kolega z klasy Kicka i Gunthera. Miejscowy kujon. Chłopak Kendall. On i Kick nawzajem za sobą nie przepadają.
- Pani Chicarelli – sąsiadka Kicka. Jest histeryczką, która nienawidzi, jak ktokolwiek zakłóca spokój w dzielnicy i od razu interweniuje, gdy miejsce ma jakieś zdarzenie. W drugim sezonie stała się głównym antagonistą serialu.
- Oskar – pies pani Chicarelli. Mimo niepozornego wyglądu jest postrachem okolicy. Największą radość sprawia mu gryzienie ludzi w tyłek, szczególnie Kicka. Wydaje się nie lubić Kicka i Gunthera, ale w odcinku „Zaginął pies” okazało się, że on i Kick wykazują do siebie szacunek i mają ze sobą wiele wspólnego.

### Postacie epizodyczne
- Tajny Agent Buttowski – dziadek Kicka. W przeszłości był tajnym szpiegiem. Występuje w odcinku „Lekcja rodzinnej historii”.
- Billy Kikut – zawodowy kaskader. Idol Kicka. Nie ma lewej ręki.
- Tina Czasami – gwiazda serialu telewizyjnego. Idolka Brianny.
- Scarlett Rosetti – dublerka Tiny Czasami. Dzięki Kickowi stała się w serialu nemezis Tiny.
- Dyrektor Henry – dyrektor szkoły podstawowej w Mellowbrook.
- Walter – występuje sporadycznie i za każdym razem inaczej wygląda i gdzie indziej pracuje.
- Pan Perkins – ojciec Kendall. Występuje w odcinkach „Prawdziwy ojciec” i „Okruszki!”.
- Glen – sprzedawca w hipermarkecie w Mellowbrook. Nie przepada za Kickiem i obwinia go o wszystko, co dzieje się w sklepie.
- Horacy – kolega Brada. Ma zielone włosy, które zasłaniają mu oczy.
- Pacek – kolega Brada. Pracuje w kinie w Mellowbrook. Jest synem policjanta. Nosi charakterystyczne okulary 3D.
- Małek (prawdziwe imię: Krzysztof) – młodszy brat Packa. Oszust, który często naciąga Kicka i Gunthera.
- Pani Fitzpatrick – nauczycielka Kicka. Wyraża się do głównego bohatera „Pan Kaskader”.
- Kyle – psychofan i kuzyn Kicka. Jest gadatliwy, wyjątkowo tępy i wyjątkowo nieznośny. Kick go nienawidzi.
- Papercut Peterson – w odcinku „Pojedynek” pomógł Kickowi w pokonaniu Brada. Sam też zemścił się na swoim starszym bracie w pojedynku wrestlingowym. W pozostałych odcinkach jednak już był przedstawiany jako brudny i samotny żebrak. Kiedyś wygrał bitwę kapel dzięki użyciu Auto-Tune.
- Shotgun Sanchez – starszy brat Petersona. Występuje w odcinku „Pojedynek”, gdzie pomaga Bradowi zmierzyć się z Kickiem.
- Boom McCondor – drugi idol Kicka. Gwiazda programu telewizyjnego.
- Emo – kolega Kicka i Gunthera ze szkoły. Nie wiadomo, jak ma naprawdę na imię.
- Hush i Razz – pracownicy sklepu skejterskiego Skidzee.
- Skidzee – założyciel sklepu skejterskiego Skidzee. Pojawia się w odcinku „To rola dla Kicka”.
- Irwin i Mack – policjanci z odcinka „Śmieci”.
- Kelly – Brad myślał, że jest jego dziewczyną, ale ta w rzeczywistości chodziła z nim tylko, by przejść do drużyny cherleaderek.
- Gordon Gibble – zepsuty do szpiku kości syn bogatego biznesmena. Ma 2 osobistych ochroniarzy. Jest wrogiem Kicka, który pojawia się w 2 serii.
- Bracia DiPazzy – ochroniarze Gordona. Również wrogowie Kicka. Są bliźniakami. Tak naprawdę nazywają się: Michael Anthony oraz Anthony Michael.
- Brick Bristol – prowadzący w odcinku „Mordacz”. Ginie w założonym przez siebie torze przeszkód.
- Pan Rewelka – małpa, którą Kick próbował przygarnąć w odcinku „Szympans wie lepiej”.
- Rodney „Rock” Callaghan – trzeci idol Kicka. Tak samo jak Boom McCondor jest słynny jako gwiazda filmowa.
- Truposz Dave – dawno zaginiony legendarny skater. Pojawia się w odcinku „Upiorna kolejka górska”, w którym okazuje się, że w rzeczywistości żyje.
- Luigi Vendetta – specjalista od starszych braci, jest najmłodszy z siedmiu braci pojawia się w odcinku „Luigi Vendetta” ma talent do śpiewania przez co starsi bracia są posłuszni swoim młodszym braciom.
- Chuck Glarman – obsesyjnie lubi sprzątać od małego, wystąpił w odcinku „Śmieci” nie lubi konkurentów, a zwłaszcza Kicka.

## Odcinki
| Sezony | Odcinki | Pierwsza emisja  | Ostatnia emisja   | Pierwsza emisja  | Ostatnia emisja  |
| ------ | ------- | ---------------- | ----------------- | ---------------- | ---------------- |
| 1      | 20      | 13 lutego 2010   | 25 listopada 2010 | 17 kwietnia 2010 | 17 kwietnia 2011 |
| 2      | 32      | 30 kwietnia 2011 | 22 września 2012  | 10 września 2011 | 8 grudnia 2012   |

### Seria 1
| Nr | Tytuł                                         | Tytuł polski                             | Premiera             | Premiera w Polsce |
| -- | --------------------------------------------- | ---------------------------------------- | -------------------- | ----------------- |
| 1  | Dead Man’s Drop Stumped                       | Zbocze śmierci Pokaz                     | 13 lutego 2010       | 17 kwietnia 2010  |
| 2  | If Books Could Kill There Will Be Nachos      | Zabójcze książki Będą nachosy            | 13 lutego 2010       | 18 kwietnia 2010  |
| 3  | Kicked Out Kick the Habit                     | Wynocha Rzucić nałóg                     | 20 lutego 2010       | 24 kwietnia 2010  |
| 4  | Knocked Out Not Without My Cereal             | Nokaut Bez płatków nie wyjdę             | 27 lutego 2010       | 25 kwietnia 2010  |
| 5  | Kickasaurus Wrecks Battle for the ‘Snax’      | Kickozaurus rzęch Bitwa o karczmę        | 6 marca 2010         | 5 czerwca 2010    |
| 6  | Obsession: For Kick Flush and Release         | Obsesja Spuść wodę i daj wolność         | 13 marca 2010        | 12 czerwca 2010   |
| 7  | Snowpolcalypse! According to Chimp            | Śniegokalipsa Szympans wie lepiej        | 20 marca 2010        | 19 czerwca 2010   |
| 8  | Runaway Recital Trike X-5                     | Recital na gigancie Trike X-5            | 27 marca 2010        | 26 czerwca 2010   |
| 9  | Drop Kick Box Office Blitz                    | Pojedynek Misja Kino                     | 1 maja 2010          | 7 sierpnia 2010   |
| 10 | Those Who Camp, Do Dog Gone                   | My kempingowcze Zaginął pies             | 8 maja 2010          | 20 listopada 2010 |
| 11 | Dad’s Car The Treasure of Dead Man Dave       | Samochód Taty Skarb Truposza Dave’a      | 15 maja 2010         | 21 sierpnia 2010  |
| 12 | For the Love of Gunther Father From the Truth | Zakochany Gunther Prawdziwy Ojciec       | 22 maja 2010         | 28 sierpnia 2010  |
| 13 | Mellowbrook Drift Gift of Wacky               | Wyścig Prezent dla Iki                   | 21 czerwca 2010      | 13 grudnia 2010   |
| 14 | Exposed! Wade Against The Machine             | Golas Wade walczy z systemem             | 21 czerwca 2010      | 2 marca 2011      |
| 15 | Things That Make You Go Boom! Kyle Be Back    | To co nas kręci Powrót Kyle’a            | 9 sierpnia 2010      | 17 kwietnia 2011  |
| 16 | Rank of Awesome A Very Buttowski Mother’s Day | Ranking Czadowości Dzień Matki           | 2 października 2010  | 8 stycznia 2011   |
| 17 | Abandon Friendship! Braking the Grade         | Koniec przyjaźni Gorsze stopnie          | 23 października 2010 | 27 grudnia 2010   |
| 18 | Dancing With a Enemy Tattler’s Tale           | Tańcząc z Wrogiem Opowieść o skarżypycie | 30 października 2010 | 14 sierpnia 2010  |
| 19 | Morning Rush A Fist Full of Ice Cream         | Poranny ruch Uratować lody               | 6 listopada 2010     | 20 grudnia 2010   |
| 20 | Frame Story And... Action!                    | Kto wrobił Kicka? I... akcja!            | 25 listopada 2010    | 12 kwietnia 2011  |

### Seria 2
| Nr | Tytuł                                       | Tytuł polski                            | Premiera             | Premiera w Polsce    |
| -- | ------------------------------------------- | --------------------------------------- | -------------------- | -------------------- |
| 21 | Mow Money Love Stinks!                      | Koszenie kasy Miłość Śmierdzi!          | 30 kwietnia 2011     | 10 września 2011     |
| 22 | Kickin’ Genes Clothes Call                  | Czadowe geny Nowy ciuch                 | 7 maja 2011          | 10 września 2011     |
| 23 | Clean... to the Extreme Stand and Delivery  | Porządek na maksa Dowóz gratis          | 14 maja 2011         | 18 września 2011     |
| 24 | Switching Gears Garage Banned               | Nowy sprzęt Garażowa kapela             | 21 maja 2011         | 24 września 2011     |
| 25 | Truth or Daredevil, Part I&II               | Lekcja rodzinnej historii               | 19 czerwca 2011      | 8 października 2011  |
| 26 | Sold! Faceplant!                            | Sprzedany Mordacz                       | 25 czerwca 2011      | 15 października 2011 |
| 27 | Stumped Again The Kick Stays in the Picture | Kolejny pokaz To rola dla Kicka         | 9 lipca 2011         | 22 października 2011 |
| 28 | Hand in Hand Luigi Vendetta                 | Skazani na siebie Luigi Vendetta        | 16 lipca 2011        | 23 października 2011 |
| 29 | Pool Daze Live-in Wade                      | Basenowy szał Współlokator              | 25 lipca 2011        | 29 października 2011 |
| 30 | Kyle 2.0 Kart to Kart                       | Kyle 2.0. Gokartowy zew                 | 6 sierpnia 2011      | 19 listopada 2011    |
| 31 | Gym Dandy Detained                          | Szkolny sport Skazańcy                  | 23 września 2011     | 15 stycznia 2012     |
| 32 | You’ve Been Brad’d Sleepover                | ZaBradowany Nocowanie                   | 22 października 2011 | 3 lutego 2012        |
| 33 | Dead Man’s Roller Coaster Kick or Treat     | Upiorna kolejka górska Kick albo psikus | 24 października 2011 | 10 marca 2012        |
| 34 | Brad’s Room Dude, Where’s My Wade?”         | Pokój Brada Stary, gdzie mój Wade?      | 5 listopada 2011     | 10 lutego 2012       |
| 35 | Sister Pact Shh!                            | Pakt z siostrą Sza!                     | 19 listopada 2011    | 10 marca 2012        |
| 36 | K-Nein Bromance                             | Pies Braterska miłość                   | 24 marca 2012        | 15 lipca 2012        |
| 37 | A Cousin Kyle Christmas Snow Problem        | Gwiazdka kuzyna Kyle’a Śnieżny problem  | 6 grudnia 2011       | 16 grudnia 2012      |
| 38 | Free Gunther Attic-a!                       | Uwolnić Gunthera Strych                 | 28 stycznia 2012     | 10 marca 2012        |
| 39 | Sleepy River Wild Power Play                | Senna, dzika rzeka Przedstawienie       | 21 lipca 2012        | 27 października 2012 |
| 40 | Poll Position Jock Wilder’s Nature Camp     | Wybory Obóz przetrwania Byśka Wildera   | 10 marca 2012        | 1 września 2012      |
| 41 | Swap Meet Bee Awesome                       | Prezent Konkurs językowy                | 19 maja 2012         | 8 września 2012      |
| 42 | Trash Talk Nerves of Steal                  | Śmieci Złodziejaszek                    | 30 czerwca 2012      | 15 września 2012     |
| 43 | Bad Car-ma Goodbye, Gully                   | Auto-rytet Żegnaj, wąwozie              | 2 grudnia 2012       | 1 grudnia 2012       |
| 44 | Bwar and Peace                              | Bohater kraju ojców                     | 7 kwietnia 2012      | 22 września 2012     |
| 45 | Bad Table Manners Petrified!                | Sporny stół Przerażeni                  | 13 października 2012 | 10 listopada 2012    |
| 46 | Say Cheese Pinch Sitter                     | Uśmiech Opiekunka                       | 6 października 2012  | 3 listopada 2012     |
| 47 | Sew What Brad’s Diary                       | Nigdy w życiu Pamiętnik Brada           | 7 lipca 2012         | 29 września 2012     |
| 48 | Big Mouth Last Fan Standing                 | Skarżypyta Fan numer 1                  | 2 grudnia 2012       | 8 grudnia 2012       |
| 49 | Crumbs! Stay Cool                           | Okruszki! Na luzie                      | 4 listopada 2012     | 24 listopada 2012    |
| 50 | Only the Loan-ly Roll Reversal              | Pożyczka Zawrotkowani                   | 28 października 2012 | 17 listopada 2012    |
| 51 | Meathead Justice Bwar-Mart                  | Mięśniacki rewanż Bwar-sam              | 29 września 2012     | 20 października 2012 |
| 52 | Kyle E. Coyote Locked Out Rocked            | Kyle Pędziwiatr Twierdza Tak jak Rock   | 22 września 2012     | 13 października 2012 |